# Джерело пророка
Джерело пророка Мохаммада (перс. چشمه رسول‌الله) — одна з визначних пам'яток шахрестану Еглід у провінції Фарс (Іран). Розташоване на південно-західній околиці міста Еглід поруч з рослинницькими фермами. Вік його становить приблизно 1300 років і воно є священним для жителів цього міста. У минулому мало назву Річка Шекаб, але вже 100 років відоме під нинішньою назвою. Нині воду з джерела використовують під час сільськогосподарських сезонів, а також для підживлення розташованих неподалік невеликих басейнів з рибою. Зверху над цією місциною розташований камінь під назвою Доль-доль, який слугую свого роду місцем для моління. 

## Розвиток місцини біля джерела
Нині поблизу джерела розташований найбільший оздоровчий комплекс північної частини провінції Фарс. Відвідувачі кожного для прямують сюди для відпочинку. Це місце має потенціал набути національного значення, тому держава придбала 60 гектарів землі навколо джерела й займається її облагородженням.